# Ștefănești, Argeș
Ștefănești là một thị xã thuộc hạt Argeș, România. Dân số thời điểm năm 2002 là 13005 người.